# Bouquet Canyon
Bouquet Canyon es un área no incorporada ubicada en el condado de Los Ángeles en el estado estadounidense de California.